# Neuchâtel Xamax Football Club Serrières 2014-2015
Questa voce raccoglie le informazioni riguardanti il Neuchâtel Xamax Football Club Serrières nelle competizioni ufficiali della stagione 2014-2015.

## Rosa
| N. |                     | Ruolo | Calciatore           |
| -- | ------------------- | ----- | -------------------- |
| 1  | Albania (bandiera)  | P     | Valmir Sallaj        |
| 2  | Svizzera (bandiera) | D     | Hervé Epitaux        |
| 3  | Spagna (bandiera)   | D     | Jonathan Lara        |
| 4  | Svizzera (bandiera) | C     | Pietro Di Nardo      |
| 5  | Svizzera (bandiera) | D     | Kiliann Witschi      |
| 6  | Svizzera (bandiera) | C     | Valérian Boillat     |
| 7  | Svizzera (bandiera) | D     | Mael Erard           |
| 8  | Italia (bandiera)   | C     | Fabio Lovacco        |
| 9  | Francia (bandiera)  | A     | Mickaël Rodríguez    |
| 10 | Svizzera (bandiera) | A     | Charles-André Doudin |
| 11 | Svizzera (bandiera) | A     | Loic Chatton         |

| N. |                     | Ruolo | Calciatore         |
| -- | ------------------- | ----- | ------------------ |
| 14 | Svizzera (bandiera) | D     | Julien Bize        |
| 17 | Francia (bandiera)  | A     | Yassine El Allaoui |
| 19 | Svizzera (bandiera) | D     | Marco Delley       |
| 20 | Svizzera (bandiera) | P     | Luther-King Adjei  |
| 21 | Svizzera (bandiera) | A     | Thibaut de Coulon  |
| 23 | Svizzera (bandiera) | D     | Mike Gomes         |
| 24 | Svizzera (bandiera) | D     | Bastien Oberli     |
| 25 | Svizzera (bandiera) | D     | Jérôme Schneider   |
| 27 | Svizzera (bandiera) | C     | Mehdi Challandes   |
| 28 | Francia (bandiera)  | D     | David Sauget       |
| 30 | Svizzera (bandiera) | P     | Laurent Walthert   |